# Agriphila bleszynskiella
Agriphila bleszynskiella là một loài bướm đêm trong họ Crambidae.